# Peristedion longispatha
Peristedion longispatha är en fiskart som beskrevs av Goode och Bean, 1886. Peristedion longispatha ingår i släktet Peristedion och familjen Peristediidae. Inga underarter finns listade i Catalogue of Life.